# Apparitions de Pontevedra
Les apparitions de Pontevedra sont des apparitions de la Vierge Marie et de l'Enfant Jésus que Lucie dos Santos, une des visionnaires de Notre-Dame de Fátima, a déclaré avoir reçues dans le couvent dorothéen de Pontevedra en Espagne les 10 décembre 1925 et 15 février 1926.
Aucune enquête canonique n'a été ouverte par l’Église pour étudier l'authenticité des apparitions. La dévotion des premiers samedis en lien avec les apparitions elle a quant à elle été approuvée par l'évêque de Leiria le 13 septembre 1939.

## Les apparitions

### Première apparition

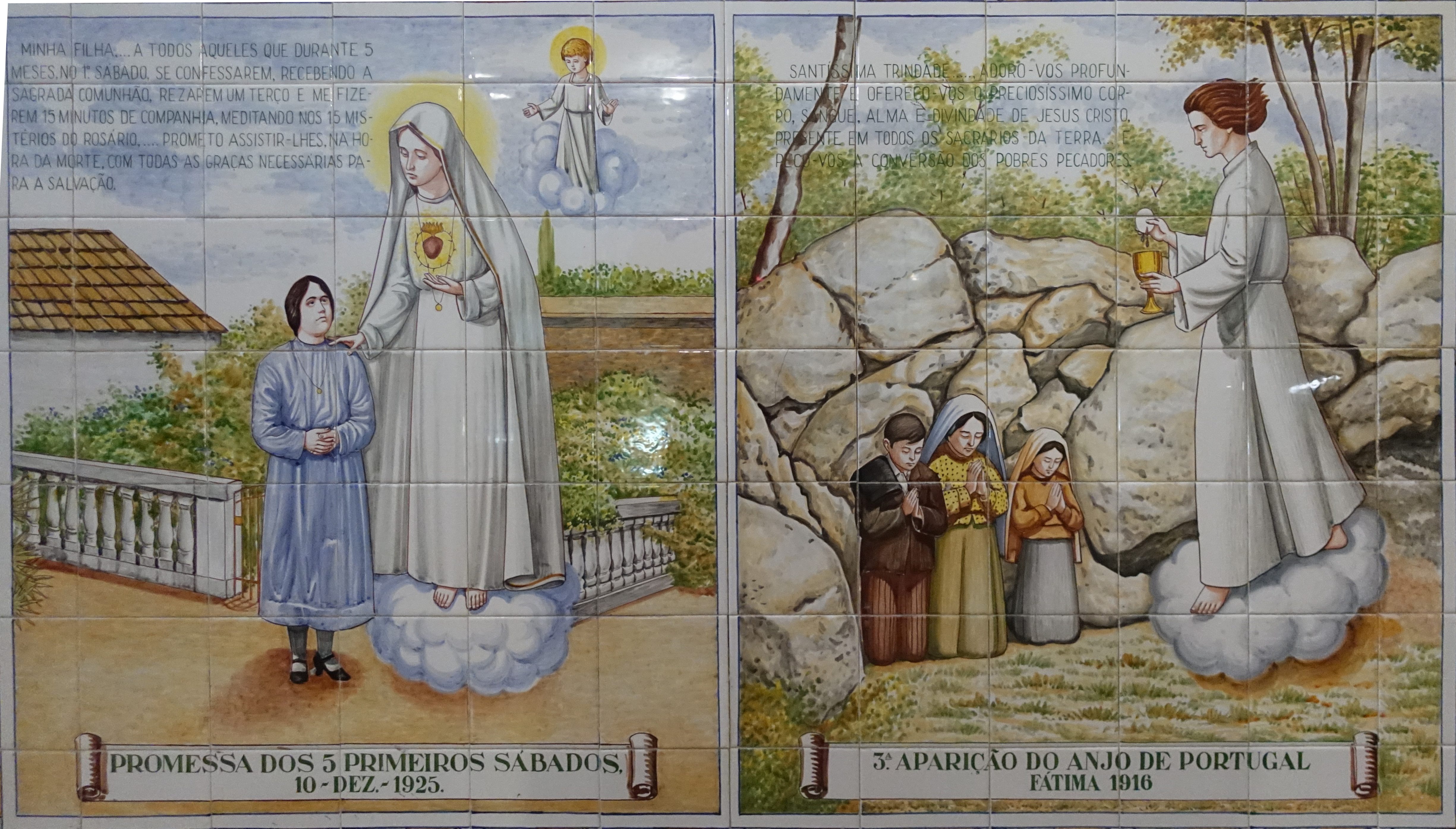
Azulejos représentant l'apparition de la Vierge à soeur Lucie à Pontevedra.

Le 17 juin 1921, à l'âge de 14 ans, la dernière voyante des apparitions de Fátima encore en vie, Lucie dos Santos, est admise en tant que pensionnaire à l'école des Sœurs de Sainte Dorothée de Vilar, près de la ville de Porto. En 1925, alors âgée de 18 ans, Lucie a débuté son noviciat chez les Sœurs de Sainte Dorothée dans le couvent de Tui, en Espagne.

Le 10 décembre 1925, alors qu'elle se trouvait au couvent de Pontevedra, Lucie a fait d'après elle l'expérience d'une vision de la Vierge Marie et, à ses côtés, l'Enfant Jésus sur une nuée lumineuse. La Vierge a posé la main sur l'épaule de Lucie et lui a montré un cœur entouré d'épines qu'elle tenait à la main, et l'Enfant Jésus lui a alors demandé, : 

« Aie compassion du Coeur de ta Très Sainte Mère entouré des épines que les hommes ingrats lui enfoncent à tout moment, sans qu'il n'y ait personne pour faire acte de réparation afin de les en retirer », 
La Vierge Marie a ensuite défini les conditions de la dévotion des cinq premiers samedis. Si l'on remplissait ces conditions le premier samedi de cinq mois consécutifs, la Vierge Marie a promis des grâces spéciales à l'heure de la mort : 
« Vois, ma fille, mon Cœur entouré d'épines que les hommes ingrats m'enfoncent à chaque instant par leurs blasphèmes et leurs ingratitudes. Toi, du moins, tâche de me consoler et dis que tous ceux qui, pendant cinq mois, le premier samedi, se confesseront, recevront la sainte communion, réciteront le Chapelet, et me tiendront compagnie pendant quinze minutes en méditant sur les quinze mystères du Rosaire, en esprit de réparation, je promets de les assister à l'heure de la mort avec toutes les grâces nécessaires pour le salut de leur âme », 
Lucie a ensuite entrepris des démarches pour faire connaître la nouvelle requête de la Vierge. Elle en a informé sa Mère supérieure ainsi que son confesseur actuel au couvent, et a même écrit à son précédent confesseur. Toutefois, ces derniers, réticents, lui ont conseillé d'attendre avant de prendre toute décision.
Cette dévotion des premiers samedis avait déjà été demandée lors de l'apparition de Fátima du 13 juillet 1917 et faisait partie intégrante du message de Fátima. Selon Lucie, la Vierge lui avait dit qu’elle reviendrait "demander la communion réparatrice des premiers samedis", ce qu'elle fit huit ans plus tard,,.
Avant ces apparitions, une dévotion mariale les premiers samedis du mois était déjà établie dans l'Église catholique. Le 1er juillet 1905, le pape Pie X avait approuvé et accordé des indulgences pour la pratique des premiers samedis de douze mois consécutifs en l'honneur de l'Immaculée Conception. Cette apparition à Pontevedra demandant l'établissement de la dévotion des cinq premiers samedis rappelle les apparitions rapportées par Marguerite-Marie Alacoque au XVIIe siècle, qui ont conduit à l'établissement de la dévotion des premiers vendredis.

### Seconde apparition

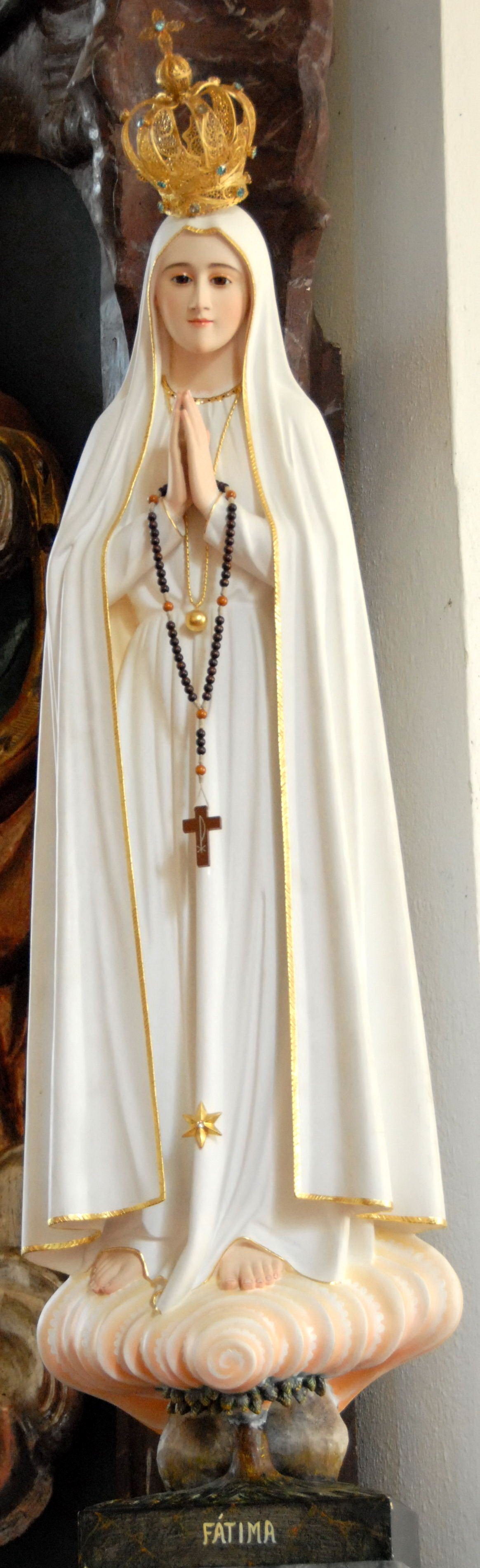
Statue de Notre-Dame de Fátima.

Plus tard, Lucie a rapporté que le 15 février 1926, en vidant une poubelle à l'extérieur du jardin, elle a vu un enfant qu'elle croyait reconnaître. Après avoir entamé une conversation avec lui, l'enfant lui demanda, en réponse à une de ses questions : « As-tu révélé au monde ce que la Mère du Ciel t'a demandé ? ».
À ces paroles, l'enfant s'est transformé en l'Enfant Jésus, qui a ensuite réprimandé Lucie de ne pas faire plus pour promouvoir la dévotion des cinq premiers samedis,. L'Enfant Jésus s'est également attristé du faible nombre de personnes qui commençaient la dévotion mais ne la poursuivaient pas jusqu'au bout, ainsi que du manque d'état d'esprit de réparation. À la suite de cette conversation avec Lucie, l'Enfant Jésus a assoupli les conditions de la dévotion telles qu'on les connaît actuellement,.

### Statut des apparitions
Aucune enquête canonique n'a été lancée par l’Église catholique sur les apparitions, à ce jour, celle-ci ne s'est prononcée ni pour ni contre leur authenticité.
L'approbation de la dévotion des premiers samedis en lien avec les apparitions a, quant à elle, été approuvée par l'évêque local du diocèse de Leiria-Fátima, José Alves Correia da Silva, le 13 septembre 1939 à Fátima, sans approbation officielle au niveau de l'Église universelle par le Saint-Siège.